# Liste des lieutenants-gouverneurs de Nouvelle-Écosse

## Gouverneurs de la Nouvelle-Écosse
| Nom du gouverneur | Nom du gouverneur     | De   | À    |
| ----------------- | --------------------- | ---- | ---- |
|                   | sir Thomas Temple     | 1657 | 1670 |
|                   | Samuel Vetch          | 1710 | 1715 |
|                   | Richard Philipps      | 1717 | 1740 |
|                   | Paul Mascarene        | 1740 | 1749 |
|                   | Edward Cornwallis     | 1749 | 1752 |
|                   | Charles Lawrence      | 1756 | 1760 |
|                   | Henry Ellis           | 1761 | 1763 |
|                   | lord William Campbell | 1766 | 1773 |
|                   | John Parr             | 1782 | 1791 |

## Lieutenants-gouverneurs de la Nouvelle-Écosse

### de 1710 - à la Confédération
| Nom du lieutenant-gouverneur | Nom du lieutenant-gouverneur           | De   | À    |
| ---------------------------- | -------------------------------------- | ---- | ---- |
|                              | Thomas Caulfeild                       | 1711 | 1717 |
|                              | Lawrence Armstrong                     | 1724 | 1739 |
|                              | Robert Monckton                        | 1756 | 1761 |
|                              | Montague Wilmot                        | 1763 | 1766 |
|                              | Michael Francklin                      | 1766 | 1776 |
|                              | Marriott Arbuthnot                     | 1776 | 1778 |
|                              | sir Andrew Snape Hamond                | 1780 | 1782 |
|                              | Edmund Fanning                         | 1783 | 1786 |
|                              | sir John Wentworth                     | 1792 | 1808 |
|                              | sir George Prevost                     | 1808 | 1811 |
|                              | sir John Coape Sherbrooke              | 1811 | 1816 |
|                              | George Ramsay                          | 1816 | 1820 |
|                              | sir James Kempt                        | 1820 | 1828 |
|                              | sir Peregrine Maitland                 | 1828 | 1834 |
|                              | Colin Campbell                         | 1834 | 1840 |
|                              | vicomte Lucius Bentick Cary of Fakland | 1840 | 1846 |
|                              | sir John Harvey                        | 1846 | 1852 |
|                              | sir John Gaspard LeMarchant            | 1852 | 1858 |
|                              | marquis George Phipps                  | 1858 | 1864 |
|                              | sir Richard Graves MacDonnell          | 1864 | 1865 |
|                              | sir William Fenwick Williams           | 1865 | 1867 |

### depuis la Confédération
| Nom du lieutenant-gouverneur | Nom du lieutenant-gouverneur   | De   | À    |
| ---------------------------- | ------------------------------ | ---- | ---- |
|                              | Charles Hastings Doyle         | 1867 | 1873 |
|                              | Joseph Howe                    | 1873 | 1873 |
|                              | Adams George Archibald         | 1873 | 1883 |
|                              | Matthew Henry Richey           | 1883 | 1888 |
|                              | Archibald Woodbury McLelan     | 1888 | 1890 |
|                              | Malachy Bowes Daly             | 1890 | 1900 |
|                              | Alfred Gilpin Jones            | 1900 | 1906 |
|                              | Duncan Cameron Fraser          | 1906 | 1910 |
|                              | James Drummond McGregor        | 1910 | 1915 |
|                              | David MacKeen                  | 1915 | 1916 |
|                              | MacCallum Grant                | 1916 | 1925 |
|                              | James Robson Douglas           | 1925 | 1925 |
|                              | James Cranswick Tory           | 1925 | 1930 |
|                              | Frank Stanfield                | 1930 | 1931 |
|                              | Walter Harold Covert           | 1931 | 1937 |
|                              | Robert Irwin                   | 1937 | 1940 |
|                              | Frederick Francis Mathers      | 1940 | 1942 |
|                              | Henry Ernest Kendall           | 1942 | 1947 |
|                              | John Alexander Douglas McCurdy | 1947 | 1952 |
|                              | Alistair Fraser                | 1952 | 1958 |
|                              | Edward Chester Plow            | 1958 | 1963 |
|                              | Henry Poole MacKeen            | 1963 | 1968 |
|                              | Victor deBedia Oland           | 1968 | 1973 |
|                              | Clarence L. Gosse              | 1973 | 1978 |
|                              | John Elvin Shaffner            | 1978 | 1984 |
|                              | Alan R. Abraham                | 1984 | 1989 |
|                              | Lloyd Crouse                   | 1989 | 1994 |
|                              | J. James Kinley                | 1994 | 2000 |
|                              | Myra Freeman                   | 2000 | 2006 |
|                              | Mayann Francis                 | 2006 | 2012 |
|                              | John James Grant               | 2012 | 2017 |
|                              | Arthur Joseph LeBlanc          | 2017 | 2024 |
|                              | Mike Savage                    | 2024 |      |